# Togölen (Rödeby socken, Blekinge)
Togölen är en mindre våtmark, tifigare sjö i Karlskrona kommun i Blekinge och ingår i Lyckebyåns huvudavrinningsområde.